# Passiflora pertriloba
Passiflora pertriloba är en passionsblomsväxtart som beskrevs av Merrill. Passiflora pertriloba ingår i släktet passionsblommor, och familjen passionsblomsväxter. Inga underarter finns listade i Catalogue of Life.